# R297 (Russland)

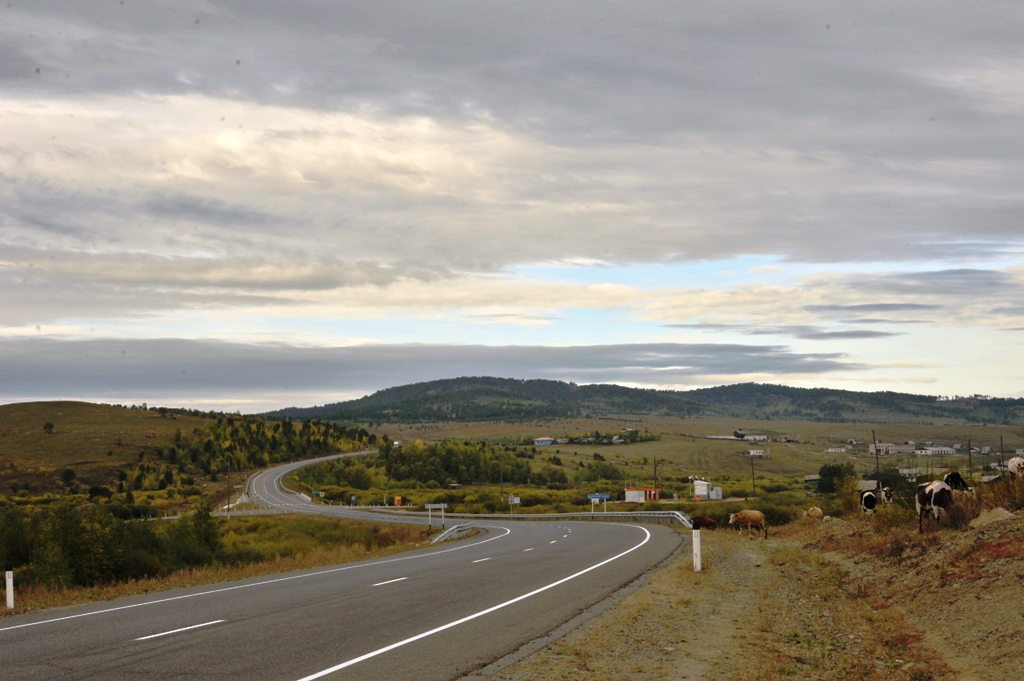
R297 (September 2015)

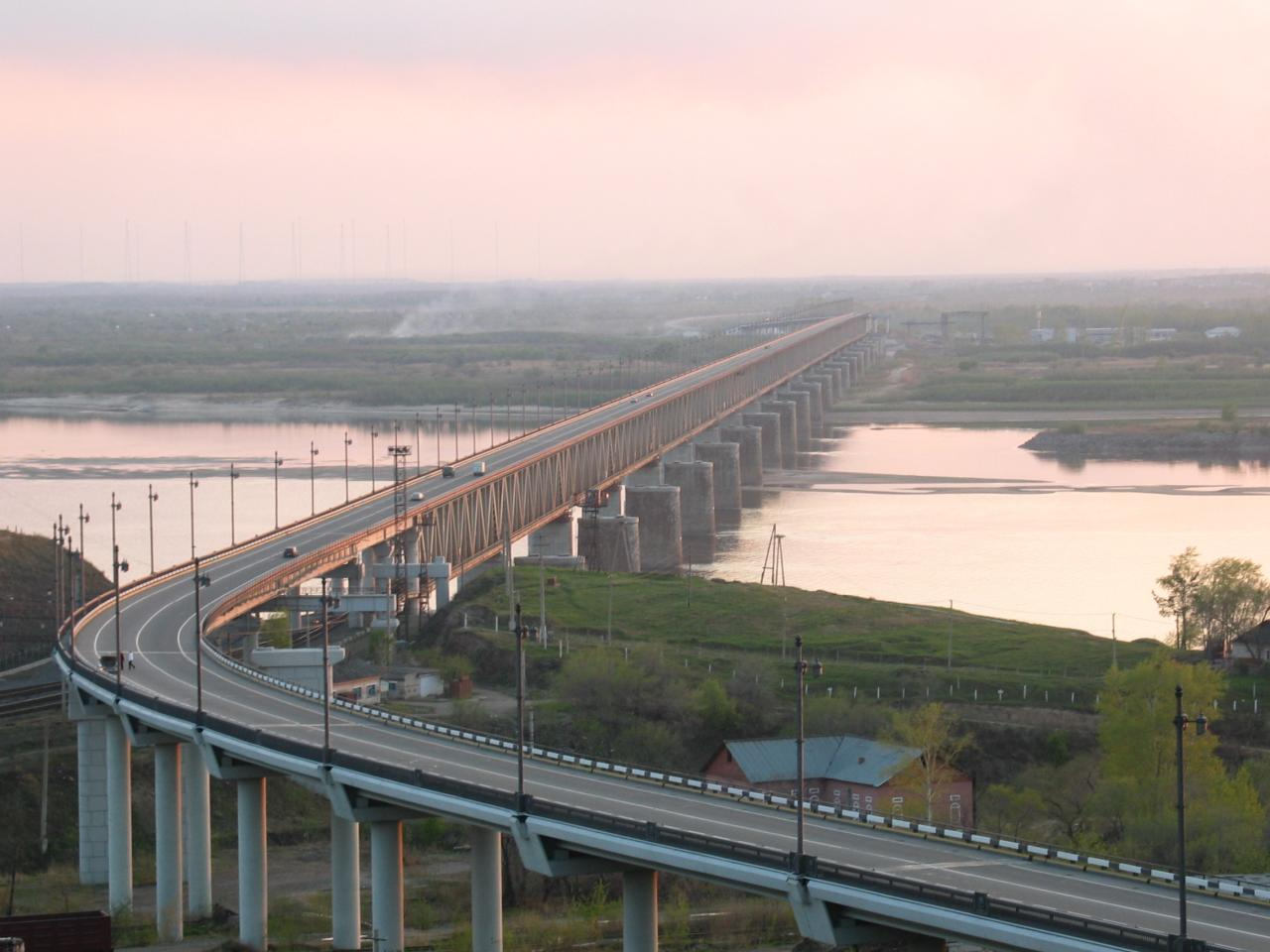
Amurbrücke

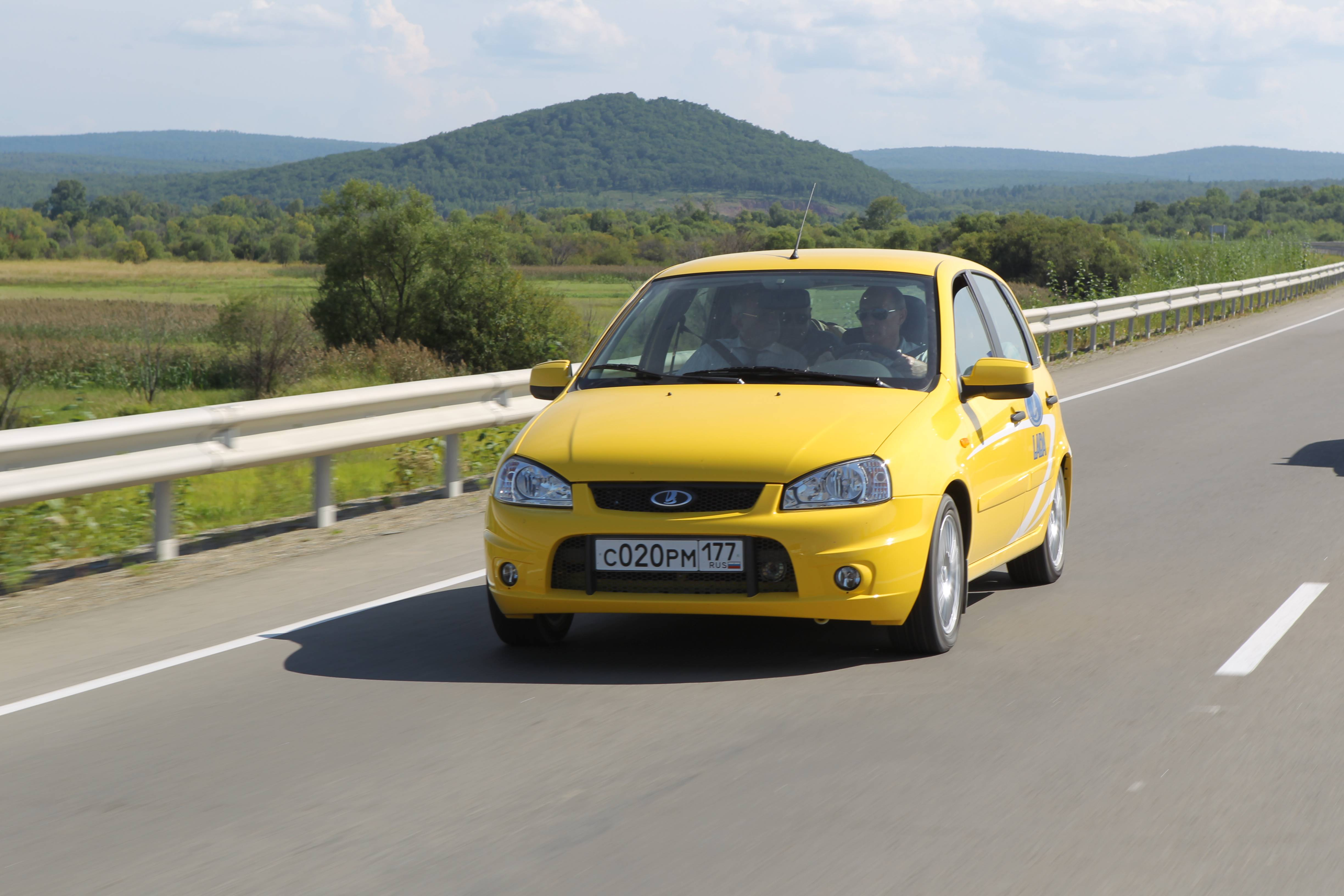
Russlands Präsident Wladimir Putin fährt einen Lada Kalina auf der M58 (August 2010)

R297 Amur ist der Name einer russischen Fernstraße in Sibirien und im Fernen Osten. Sie führt auf einer Gesamtlänge von 2165 km von Tschita nach Chabarowsk, größtenteils entlang des namensgebenden Flusses Amur.
Die Magistrale Amur ist das letzte Teilstück der transkontinentalen Straßenverbindung von Moskau nach Wladiwostok. Bis zur Freigabe der Straße waren die russischen Gebiete an der Pazifikküste nur durch Flüge und die Transsibirische Eisenbahn sowie die Baikal-Amur-Magistrale mit dem Rest des Landes verbunden.
Gemeinsam mit der A370 Ussuri (früher M60) bildet die Magistrale Amur den AH 30 (Tschita–Wladiwostok) im Asiatischen Fernstraßen-Projekt. Die Zweigstrecke nach Blagoweschtschensk ist Teil des AH 31, die auf chinesischem Staatsgebiet (als G202) weiter über Harbin und Shenyang nach Dalian am Gelben Meer führt.

## Geschichte
Der Ministerrat der UdSSR beschloss 1966 den Bau der Straße. In den folgenden zehn Jahren wurden der Streckenverlauf projektiert und andere Vorbereitungen getroffen. Baubeginn war schließlich 1978. Bis 1995 entstanden 605 der insgesamt über 2000 Kilometer Strecke. Das entspricht einem Bautempo von 35 Kilometer pro Jahr. Der Bau wurde nicht nur durch finanzielle Schwierigkeiten, sondern auch durch die Besonderheiten des Geländes erschwert, denn ein Großteil der Strecke verläuft durch bis dahin völlig unerschlossene Gebiete der Taiga. Insgesamt 26 Brücken mussten gebaut werden. Im Jahr 2001 wurde der Bau beschleunigt: Ein Viertel der für den Straßenbau vorgesehenen Mittel des russischen Staatshaushaltes floss nun in das Projekt. Die offizielle Eröffnung der Straße durch Staatspräsident Wladimir Putin fand am 26. Februar 2004 statt. Zu diesem Zeitpunkt war die Trasse bereits befahrbar, jedoch noch nicht durchgängig befestigt. Die Asphaltierung der Gesamtstrecke wurde am 24. September 2010 abgeschlossen, wobei ältere Abschnitte der Strecke wegen starker Abnutzung schon wieder neu asphaltiert werden müssen.
Die Straße erhielt die Nummer R297 im Jahr 2010. Zuvor trug sie zunächst nur den Namen Amur, später auch die Nummer M58.
Im Jahr 2022 hat die Umgehungsstraße von Chabarowsk drei Bundesstraßen – Ussuri (Chabarowsk – Wladiwostok), Amur (Chita – Chabarowsk) und Ost (Chabarowsk – Nachodka), die Straße, die die Landeshauptstadt mit Komsomolsk am Amur verbindet, sowie die Standorte des Territoriums, das der sozioökonomischen Entwicklung vorausgeht, kombiniert.

## Verlauf
Tschita (Region Transbaikalien), Endpunkt der R258; Abzweig von der AH 30
Nowotroizk
Naryn-Talatscha
Tschernyschewsk
Sbega
Mogotscha
Amasar
Oblast Amur
Tachtamygda
Skoworodino, Abzweig der A361 nach Dschalinda, Grenze zur Volksrepublik China
Newer, Abzweig der A360 Lena nach Nischni Bestjach bei Jakutsk
Magdagatschi
Siwaki
Muchino
Bereja
Schimanowsk
Tschernowka
Swobodny
Belogorsk, Abzweig einer Nebenstrecke nach Blagoweschtschensk (AH 31)
Srednebelaja
Iwanowka
Blagoweschtschensk
Sawitinsk
Nowobureiski
Jüdische Autonome Oblast
Oblutschje
Birobidschan
Region Chabarowsk
Chabarowsk, Endpunkt der A370 Ussuri und der A375 Wostok

## Transsibirien-Highway
Die Fernstraße R297 ist Teil des Transsibirien-Highways von St. Petersburg nach Wladiwostok.